# Vetlanda Ullspinneri
Vetlanda Ullspinneri AB var ett långlivat företag som bedrev ullspinneri, väveri och färgeri i Sjunnen utanför Vetlanda. Företaget etablerades 1889 och tillverkade ullgarn, filtar och möbeltyg. Det hade varumärken som "Vetlandafilt" och "Njudungsfilt". Företaget hörde samman med Spinneribolaget som in på 2000-talet hade tygbutiker i Vetlanda och Eksjö.
Företaget leddes av disponenten John A. Bergfeldt (1861–1918), följt av sonen John F. Bergfeldt (1896–1955), även han med titeln disponent. Dennes son Johan G. Bergfeldt (1923–2007) var senare företagsledare medan hans syster Inga Bergfeldt (1928–2019) svarat för konstnärlig ledning.